# Ooencyrtus larvarum
Ooencyrtus larvarum är en stekelart som först beskrevs av Girault 1919.  Ooencyrtus larvarum ingår i släktet Ooencyrtus och familjen sköldlussteklar. Inga underarter finns listade i Catalogue of Life.